# Ihlas Bebou
Ihlas Bebou, né le 23 avril 1994 à Sokodé, est un footballeur international togolais. Pouvant évoluer au poste de milieu offensif ou d'attaquant, il joue pour le 1899 Hoffenheim, en Bundesliga.

## Biographie

### En club
Le 16 mai 2019, Hanovre ayant officiellement été relégué en 2. Bundesliga, il signe pour quatre saisons avec le TSG Hoffenheim. Le montant de la transaction s'élève à 10 millions d'euros.

### En équipe nationale
Il reçoit sa première sélection en équipe du Togo le 4 septembre 2016, contre Djibouti. Ce match remporté sur le large score de 5-0 rentre dans le cadre des éliminatoires de la Coupe d'Afrique des nations 2017.

## Palmarès
- Fortuna Dusseldorf (1)
  - 2.Bundesliga (1) :
    - Champion : 2018

## Statistiques
Le tableau ci-dessous récapitule les statistiques d'Ihlas Bebou lors de sa carrière professionnelle en club :
| Saison                | Club                  | Championnat           | Championnat | Championnat | Coupe(s) nationale(s) | Coupe(s) nationale(s) | Compétition(s) continentale(s) | Compétition(s) continentale(s) | Compétition(s) continentale(s) | Total | Total |
| Saison                | Club                  | Division              | M.          | B.          | M.                    | B.                    | Comp.                          | M.                             | B.                             | M.    | B.    |
| 2013-2014             | Fortuna Düsseldorf    | 2. Bundesliga         | 1           | 0           | -                     | -                     | -                              | -                              | -                              | 1     | 0     |
| 2014-2015             | Fortuna Düsseldorf    | 2. Bundesliga         | 10          | 2           | -                     | -                     | -                              | -                              | -                              | 10    | 2     |
| 2015-2016             | Fortuna Düsseldorf    | 2. Bundesliga         | 23          | 2           | 1                     | 0                     | -                              | -                              | -                              | 24    | 2     |
| 2016-2017             | Fortuna Düsseldorf    | 2. Bundesliga         | 32          | 5           | 2                     | 1                     | -                              | -                              | -                              | 34    | 6     |
| 2017-2018             | Fortuna Düsseldorf    | 2. Bundesliga         | 4           | 2           | 1                     | 0                     | -                              | -                              | -                              | 5     | 2     |
| Sous-total            | Sous-total            | Sous-total            | 70          | 11          | 4                     | 1                     | -                              | -                              | -                              | 74    | 12    |
| 2017-2018             | Hanovre 96            | Bundesliga            | 30          | 5           | 1                     | 0                     | -                              | -                              | -                              | 31    | 5     |
| 2018-2019             | Hanovre 96            | Bundesliga            | 12          | 4           | 2                     | 1                     | -                              | -                              | -                              | 14    | 5     |
| Sous-total            | Sous-total            | Sous-total            | 42          | 9           | 3                     | 1                     | -                              | -                              | -                              | 45    | 10    |
| 2019-2020             | TSG Hoffenheim        | Bundesliga            | 32          | 6           | 3                     | 1                     | -                              | -                              | -                              | 35    | 7     |
| 2020-2021             | TSG Hoffenheim        | Bundesliga            | 32          | 9           | 2                     | 0                     | C3                             | 6                              | 0                              | 40    | 9     |
| 2021-2022             | TSG Hoffenheim        | Bundesliga            | 28          | 7           | 1                     | 0                     | -                              | -                              | -                              | 29    | 7     |
| 2022-2023             | TSG Hoffenheim        | Bundesliga            | 19          | 6           | 1                     | 0                     | -                              | -                              | -                              | 20    | 6     |
| 2023-2024             | TSG Hoffenheim        | Bundesliga            | 19          | 3           | 2                     | 0                     | -                              | -                              | -                              | 21    | 3     |
| Sous-total            | Sous-total            | Sous-total            | 130         | 32          | 9                     | 1                     | -                              | 6                              | 0                              | 145   | 33    |
| Total sur la carrière | Total sur la carrière | Total sur la carrière | 242         | 52          | 16                    | 3                     | -                              | 6                              | 0                              | 264   | 55    |